# شهرستان دونیپهان (کانزاس)
شهرستان دونیپهان، کانزاس (به انگلیسی: Doniphan County, Kansas) شهرستانی در ایالات متحده آمریکا است که در کانزاس واقع شده‌است.